# تشن مان
تشن مان (بالصينية: 陳漫) هي مصورة صينية، ولدت في 1980 في بكين في الصين.